# 艾森贝格 (巴伐利亚州)
艾森贝格（德語：Eisenberg，發音：[ˈaɪzn̩ˌbɛʁk]）是德国巴伐利亚州施瓦本行政区东阿尔高县的市镇，面积13.58平方千米，人口为人。